# Walda (Ehekirchen)
Walda ist ein Pfarrdorf und Ortsteil von Ehekirchen im Landkreis Neuburg-Schrobenhausen, der zum Regierungsbezirk Oberbayern in Bayern gehört. 

## Gemarkung und ehemalige Gemeinde
Zur Gemarkung gehören außerdem das Kirchdorf Schainbach und die Einöden Auhof und Aumühle. Walda mit Auhof und Aumühle zählt 165 und Schainbach 141 Einwohner (Dezember 2022).

## Geographie
Walda liegt südlich von Ehekirchen auf den flachen tertiären Höhen der Aindlinger Terrassentreppe. Naturräumlich gehört es also zur Donau-Iller-Lech-Platte, die wiederum Teil des Alpenvorlandes ist, eine der Naturräumlichen Haupteinheiten Deutschlands. Direkt östlich von Walda beginnt das Donaumoos, in dem sich bereits der Ortsteil Schainbach befindet.
Der Ort Walda, der mit dem direkt nordöstlich angrenzenden Schainbach nahezu  zusammengewachsen ist, liegt direkt an der nordsüdlich verlaufenden Staatsstraße 2035 von Neuburg an der Donau nach Augsburg. Auhof und Aumühle befinden sich nördlich der Kreisstraße ND 13, die von Walda nach Rain am Lech führt.

Nördlich von Walda und Schainbach liegen Ried und Schönesberg, westlich Weidorf, südlich der Pöttmeser Ortsteil Schorn und östlich bereits mitten im Moos der Königsmooser Ortsteil Klingsmoos.

## Geschichte

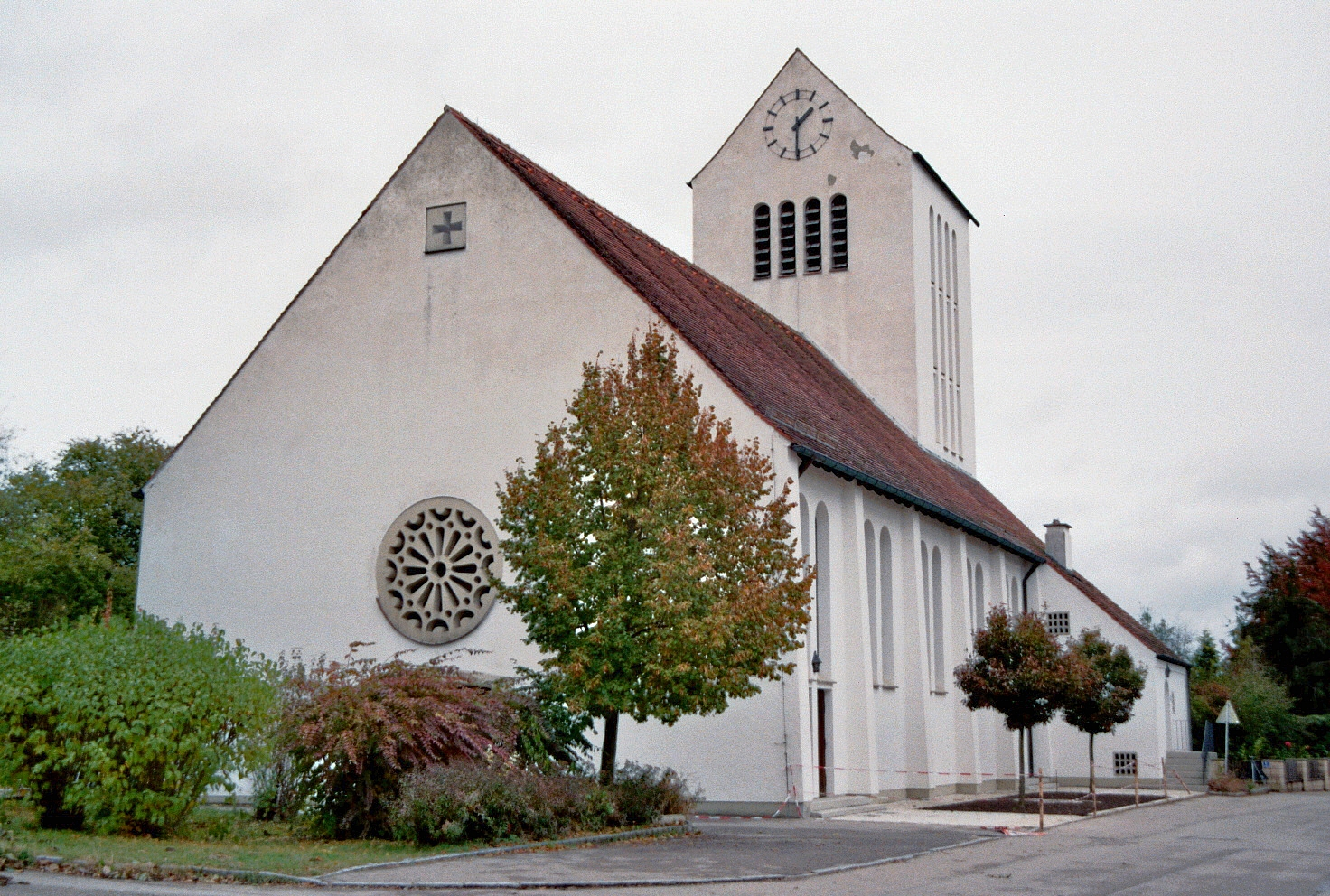
St.-Maria-Immaculata-Kirche in Walda

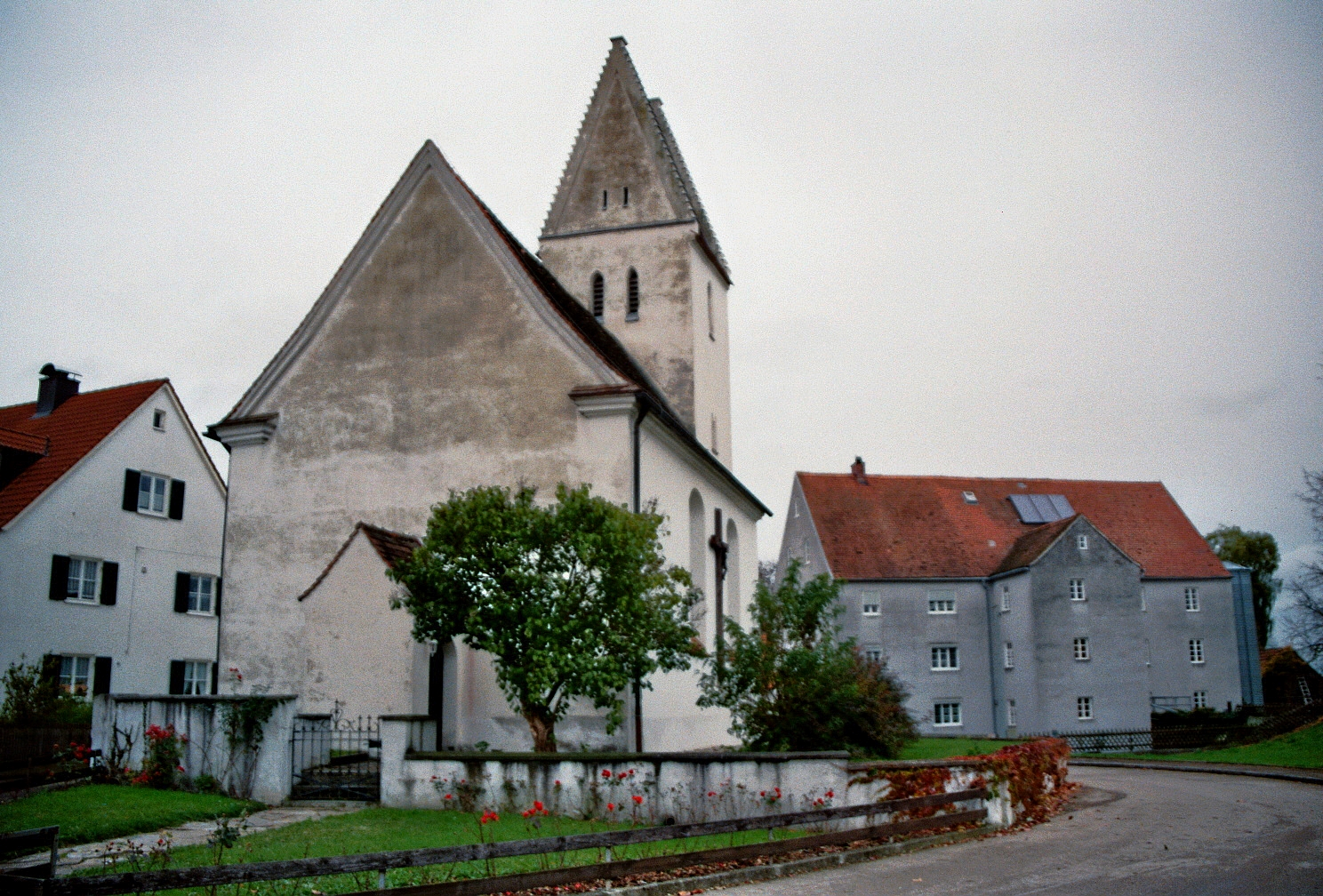
Schainbach mit der St.-Martin-Kirche

Walda wurde wahrscheinlich um 700 nach Christus gegründet. Aus dieser Zeit stammen auch die Reihengräber eines Ortsadeligen mit Frau und Hintersassen. Zu den reichen Grabbeigaben gehören Goldschmuck, gold- und silberverzierte Beschläge und ein Goldblattkreuz. Nördlich des Dorfes befindet sich auf dem steilen Bergkegel des Reichenbühl der frühmittelalterlichen Burgstall Reichbühl.

Der Ortsname Walda bedeutet Siedlung am Wald und hat sich über die Jahrhunderte wenig verändert. Man findet die Schreibweisen Walde (1071), Waldin (1214), Walde (1320), Walden (1450) und Welden (1448).

Anstelle des Ortes Schainbach gab es ursprünglich das Dorf Talmarsdorf (Dorf des Talmar), das später aufgegeben wurde. Für die neue Ansiedlung war ein Gut namens Schönbach namensgebend, das nach dem kleinen aus dem Weidorfer Tal kommenden Bach benannt worden war. Die Schreibweisen über die Jahre waren Schenbach (1200), Schonpach und Schoenpach (1250), Schainpach (1500),  Schönpach (1560), Schainbach (1634), dann wieder Schönbach, ab 1752 endgültig Schainbach.

Im 15. Jahrhundert erschien im Ort wieder ein Adelsgeschlecht, die Kirchheimer oder Kirchamer, die eine Burg (Burg Walda) erbauten. Walda war eine Hofmark, zu der außer der Burg noch zahlreiche Höfe und Ländereien gehörten sowie die niedere Gerichtsbarkeit. Ende des 16. Jahrhunderts folgen auf die Burg Johann Christ und Tanner von Thann auf Buchensried, im 18. Jahrhundert Graf von Lerchenfeld und Freiherr von Egger und Anfang des 19. Jahrhunderts die Freiherren von Hörwarth aus Aiterberg. 1816 ging die Hofmark durch Heirat weiter an die Familie von Ehrne. Ab 1840 folgte als Besitzer der Hofmark Maximilian II. Joseph von Bayern und damit die Wittelsbacher. Obwohl das Schloss Walda 1632 von den Schweden fast völlig zerstört wurde, blieb die Hofmark erhalten und wurde durch Amtmänner verwaltet. Das Patronatsrecht hatten und haben die Gumppenberger aus dem nahen Pöttmes.

Die katholische Pfarrei Maria Immaculata gehört zur Pfarreiengemeinschaft Ehekirchen. Das Kirchengebäude wurde 1956 abgerissen und am Nordende des Dorfes neu erbaut. Zur Pfarrei gehört noch die Filialkirche Sankt Martin in Schainbach.

Bis zum 30. Juni 1972 gehörte die selbstständige Gemeinde Walda, die bereits seit 1818 (Zweiten Gemeindeedikt) auch Schainbach, Auhof und Aumühle umfasste, zum Landkreis Neuburg an der Donau. Sie fiel am 1. Juli 1972 fiel mit der Gebietsreform in Bayern an den vergrößerten Landkreis Neuburg an der Donau, der am 1. Mai 1973 in Landkreis Neuburg-Schrobenhausen umbenannt wurde. Am 1. Januar 1978 wurde der Ort in die Gemeinde Ehekirchen eingegliedert. Kleine Gebietsteile kamen zu Königsmoos.

## Sehenswürdigkeiten
- Pfarrkirche Maria Immaculata in Walda
- Filialkirche Sankt Martin in Schainbach
- Reihengräber aus dem Frühmittelalter
- Burgstall auf dem Reichenbühl nördlich von Walda mit erhaltenem Wassergraben